# Ducula perspicillata
Il piccione imperiale occhibianchi o piccione imperiale dagli occhiali (Ducula perspicillata Temminck, 1824) è un uccello della famiglia dei Columbidi diffuso nelle Molucche.